# San Bellino
San Bellino is een gemeente in de Italiaanse provincie Rovigo (regio Veneto) en telt 1198 inwoners (31-12-2004). De oppervlakte bedraagt 15,8 km², de bevolkingsdichtheid is 76 inwoners per km².

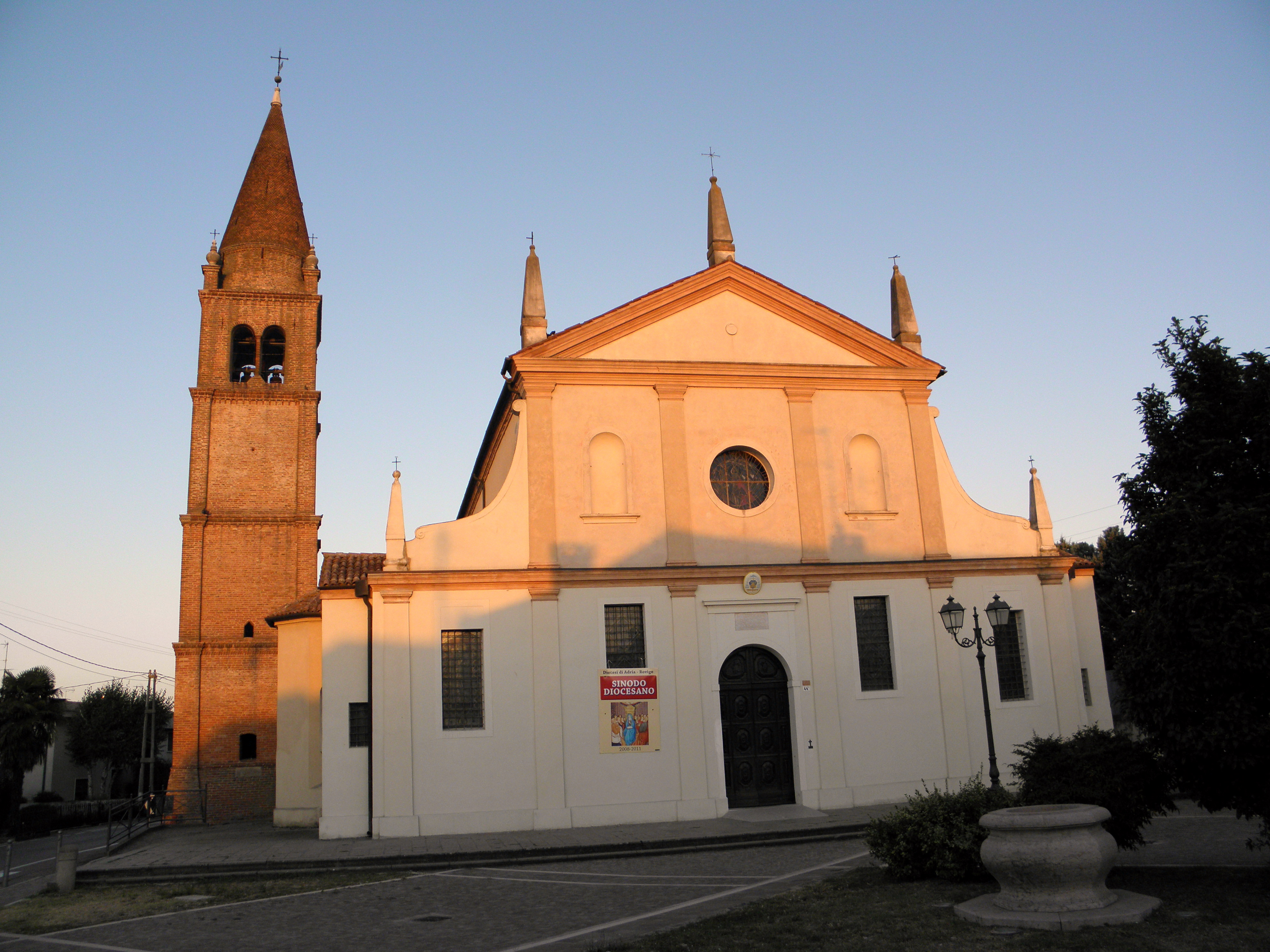
Kerk Vescovo e martire
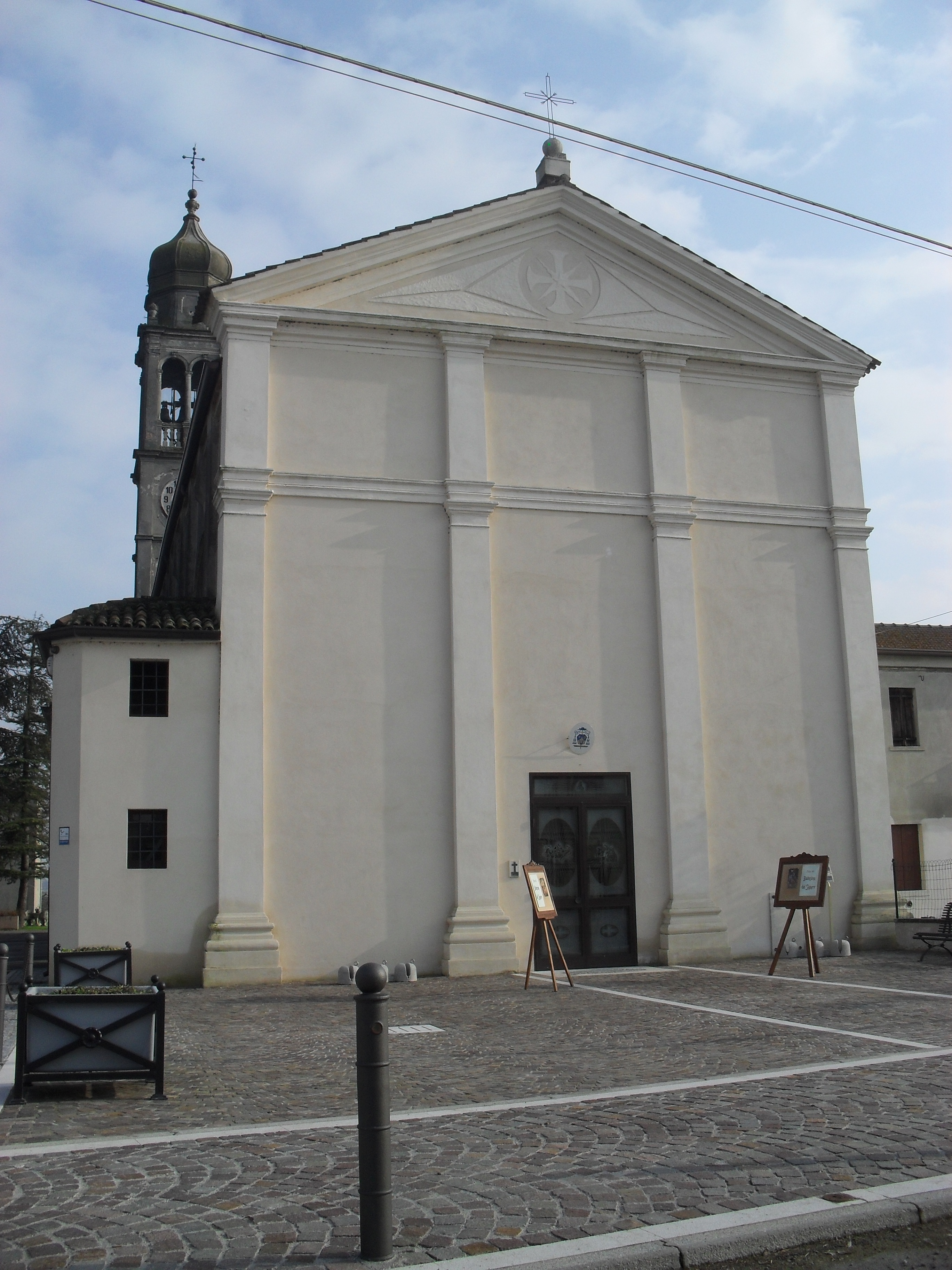
Kerk van Santa Margherita Presciane

## Demografie
San Bellino telt ongeveer 441 huishoudens. Het aantal inwoners daalde in de periode 1991-2001 met 3,7% volgens cijfers uit de tienjaarlijkse volkstellingen van ISTAT.
| Jaar | Inwoneraantal |
| ---- | ------------- |
| 1991 | 1243          |
| 2001 | 1197          |

## Geografie
De gemeente ligt op ongeveer 7 m boven zeeniveau.
San Bellino grenst aan de volgende gemeenten: Castelguglielmo, Fratta Polesine, Lendinara, Pincara.